# فضل الحق عبادی
فضل الحق عبادی (زاده ۱۳۲۲ درگذشت ۱۳۹۷هجری شمسی) نویسنده چیره‌دست تئاتر، بازیگر فیلم ممثل رادیو و تلویزیون افغانستان بود.
وی پس یک دوره بیماری در چهارشنبه ۲۶ می ۲۰۱۸ در شهر وین، پایتخت اتریش درگذشت.

## زندگی‌نامه
عبادی در سال ۱۳۲۲ در شهر کابل کوچه درخت شنگ تولد گردید. او مکتب ابتدایی را در مکتب استاد بیتاب و ابوریحان البیرونی خوانده شامل لیسه حبیبه شد. عبادی پس از فراغت از لیسه حبیبه در یکی از مکاتب شهر کابل به حیث معلم شامل وظیفه گردید. او در کنسرتهای مکاتب شرکت نموده از خود هنر نمای نشان داد تا آنکه به رادیو راه یافت. او مدت ۲۰ سال در بخشهای هنری مانند تئاتر ممثل اکتریست فلم پروگرام اطفال نقش را بازی نمود. این هنرپیشه رادیو تلویزیون افغانستان که به «ف عبادی» مشهور بود، در طول زندگی هنری خود در چهار فیلم، یک سریال و ده‌ها نمایشنامه از جمله «باغ آلبالو» و «او پدرم نیست» نقش بازی کرد.
موصوف در سال ۱۳۷۱ منحیث اتشه فرهنگی سفارت افغانستان در روسیه ایفای وظیفه نموده در سال ۱۳۷۲ دیار هجرت را در پیش گرفت. پس از سال ۱۳۷۷ تا اکنون با خانواده خود در شهر وین کشور اطریش زندگی می‌نمود.
وی متأهل بوده از او ۳ دختر و ۲ پسر به‌جا مانده‌است.